# Osmar Guarnelli
Jorge Osmar Guarnelli, mais conhecido como Osmar Guarnelli (Rio de Janeiro, 18 de fevereiro de 1952), é um ex-futebolista brasileiro que atuava como zagueiro.
É sogro do ex-goleiro Eduardo que atualmente está como treinador.

## Carreira
Osmar fez carreira no Botafogo, onde atuou de 1970 a 1979. Foi um dos principais jogadores do clube no início do período de 21 anos sem títulos. Fez pelo alvinegro carioca 387 jogos, sendo assim o décimo jogador a mais atuar pelo clube de General Severiano. Fez apenas quatro gols enquanto esteve no clube. Os títulos de Osmar pelo Botafogo: 1974 Campeão do Torneio Independência do Brasil (Brasília). 1976 Campeão da Taça José Wânder Rodrigues Mendes (Rio de Janeiro). Campeão do Torneio Ministro Ney Braga (Manaus-Belém). Fonte: Jornal dos Sports.
No final da década de 1970 foi jogar no Atlético Mineiro de 1979 a 1983. Guarnelli participou da campanha atleticana vice-campeã do Brasileiro em 1980, perdendo a final para o Flamengo. Após deixar o Galo, Osmar Guarnelli foi jogar na Ponte Preta de 1983 a 1986.
Pela Seleção Brasileira de Futebol, Osmar disputou as Olimpíadas de 1972 em Munique. No total, fez três jogos com a camisa canarinho.
Em 1989, Guarnelli virou técnico de futebol. onde iniciou na Ponte Preta, depois passou por: Taubaté, Portuguesa da Ilha, retornou a Ponte, dirigiu o Anápolis, Vila Nova. foi para o mundo arabé dirigir o Al-Jablain, retornou ao Brasil, aonde dirigiu CRAC, Villa Nova, ABC, Rio Negro, Grêmio Inhumense e Americano. depois retorna novamente a Ponte, agora para dirigir as divisões de base. em 2006, comandou o Águia de Marabá e em 2008, o Uberlândia.

## Títulos
Botafogo
- Torneio Independência do Brasil: 1974
- Taça José Wânder Rodrigues Mendes: 1976
- Torneio Ministro Ney Braga: 1976

Atlético Mineiro
- Campeonato Mineiro: 1979, 1980, 1981, 1982 e 1983

## Prêmios Individuais
- Bola de Prata: 1979
- Troféu Guará - Melhor Zagueiro: 1979, 1980, 1981